# Kate Moss
Katherine Ann Moss (16 de gener del 1974, Regne Unit) és una model anglesa, rostre publicitari de diferents marques de roba.

## Primers anys i família
Katherine Ann Moss va néixer a la localitat d'Addiscombe, dins del suburbi del sud londinenc de Croydon. És filla de Linda Rosina, antiga cambrera, i Peter Edward Moss, treballador d'una companyia d'aerolínies. Té un germà petit anomenat Nick i una mig-germana anomenada Charlotte Moss (més coneguda com a Lottie Moss). Va cursar primària a l'escola Ridgeway i els estudis superiors a l'institut Riddlesdown, tot i que no s'hi va poder dedicar plenament perquè als catorze ja es va iniciar en el món de la moda.

## Descobriment,heroin chici carrera
Sarah Doukas, fundadora de l'agència de models Storm Management, va descobrir la que esdevindria una de les models més importants del món l'any 1988 a l'aeroport JFK de Nova York, quan la jove de catorze anys tornava d'un viatge a les Bahames. Però no va ser fins al 1990 que Kate Moss va saltar a la fama gràcies a les fotografies realitzades per Corinne Day, un referent indiscutible en la fotografia de moda, per a la revista The Face. Des d'aquell moment, la jove britànica va començar a aparèixer a les desfilades de moda més importants. No obstant això, el 1992 va ser l'any en què Kate Moss es va convertir en una supermodel internacional amb la campanya de Calvin Klein Jeans. Els cartells publicitaris, fotografiats per Mark Wahlberg, van originar una forta polèmica pel cos de la model, que era extremament prim i gairebé sense pit. Moss va marcar un abans i un després en els cànons estètics femenins, que fins llavors venien marcats per les anomenades glamazones de la dècada dels vuitanta com Naomi Campbell, Cindy Crawford o Elle Macpherson, que eren dones altíssimes i amb corbes.
Per contra, l'adolescent amb prou feines arribava al metre setanta d'alçada, era molt prima, sense pit ni cul, amb la cara xuclada i patia d'estrabisme. Tanmateix, aquest tipus de bellesa, anomenat heroin chic pel fet que les persones semblaven consumides per les drogues, es va estendre fins a tal punt que el mateix president dels Estats Units, Bill Clinton, va haver de fer un discurs per dissuadir les joves de seguir la tendència. El demòcrata acusava la indústria de la moda «d'embellir l'addicció per vendre roba» i prosseguia afirmant que «la glorificació de l'heroïna no és creativa, sinó destructiva».
Així doncs, aquesta primera polèmica – entre d'altres que arribarien – va catapultar la model a la fama. Al llarg de la dècada de 1990 i primers anys dels 2000 va desfilar per marques com John Galliano, Alexander McQueen, Gucci, Thierry Mugler o Givenchy. Després d'abandonar les passarel·les només va accedir a desfilar per Marc Jacobs, amb qui manté una relació d'amistat, en les col·leccions tardor/hivern 2011-2012, primavera/estiu 2012 i tardor/hivern 2013-2014. En la primera Kate va aparèixer fumant a la passarel·la, fet que li va suposar una allau de crítiques per promoure hàbits perjudicials, com ja havia passat anteriorment quan se l'acusava d'anorèxia i drogoaddicció.
Pel que fa a campanyes publicitàries, la model també ha treballat per a les millors maisons, com ara Burberry, Dior, Chanel, Roberto Cavalli o Yves Saint Laurent, a banda de marques de baix cost com Topshop o Mango. A més, ha sigut ambaixadora de la marca Rimmel London durant més de deu anys.
En el sector editorial, Kate Moss ha estat portada de Vogue múltiples vegades – en particular, a l'edició britànica se'n compten més de trenta – i també ha aparegut en repetides ocasions a revistes com W, Vanity Fair, i-D, Harper's Bazaar o Dazed and Confused. La col·laboració més recent ha estat la portada de la revista Playboy, que celebra els seixanta anys de la publicació i els quaranta de la model.

## Altres ocupacions
A més de treballar com a model per marques de moda, ha aparegut en múltiples videoclips de cançons com ara «Something About the Way You Look Tonight» de Sir Elton John, «Delia's Gone» de Johnny Cash o «Queenie Eye» de l'exbeatle Paul McCartney. L'aparició al vídeo d'«I Just Don't Know What to Do with Myself» de la banda White Stripes, en què fa un striptease, va ser un altre moment controvertit de la seva carrera. També en l'àmbit musical va ajudar a compondre les cançons «You Talk» i «Baddie's Boogie» pel grup Babyshambles al qual pertanyia Pete Doherty, amb qui va mantenir una relació amorosa. Després de treballar en el món de la moda com a model durant més de 20 anys, Kate Moss també s'ha aventurat, precisament, en el disseny. Ha creat col·leccions de roba per a la marca britànica Topshop durant quatre anys – i ha anunciat que durant el 2014 hi tornarà a col·laborar-, bosses per a Longchamp, maquillatge per a Rimmel i accessoris de luxe per a productes electrònics com ara mòbils i tauletes per a Carphone Warehouse.
En les arts plàstiques, la model britànica no hi ha treballat directament, però sí que ha inspirat múltiples artistes. A tall d'exemple, el pintor Lucian Freud va retratar la model quan estava embarassada i va vendre el quadre per més de 3,9 milions de lliures. L'escultor Marc Quinn va esculpir una figura d'or de proporcions reals de Moss valorada en un milió i mig de lliures. Més encara, a mitjan 2013 es va organitzar una subhasta a la companyia Christie's de Londres basada en la model que va recaptar més d'un milió de lliures gràcies a obres realitzades per Allen Jones, Mario Testino i Nick Knight, entre d'altres. En l'acte de cloenda dels Jocs Olímpics de Londres de l'any 2012, Kate va aparèixer en una actuació a cavall entre la passarel·la i la performance: juntament amb més models internacionals britàniques com Naomi Campbell o Georgia May Jagger, va desfilar per l'escenari després d'una entrada triomfal en un camió que tenia una fotografia seva de més de tres metres d'alçada.

## Premis i reconeixements
La model ha sigut reconeguda per la seva feina en diverses ocasions, i ja compta amb dos premis Brit Fashion Awards: va rebre el primer l'any 2006 quan se li va adjudicar el títol de «model de l'any», i el segon el va rebre l'any 2013 en reconeixement dels vint-i-cinc anys de carrera com a model. També va rebre el premi a «icona de la moda» pel CFDA (Council of Fashion Designers of America) l'any 2005. També ha sigut reconeguda per la seva bellesa en múltiples publicacions: va guanyar el premi a «dona més sexy» per la revista NME (New Musical Express) l'any 2007, a més de considerar-se-la també la 22a l'any 1995 per FHM i la 9a per Maxim el 1999. Aquell mateix any, Vogue la va considerar una de les “muses del mil·lenni”. És per tot això que la revista TIME la va incloure dins les cent persones més influents del món el 2007, així com Forbes va publicar que va ser la segona model més ben pagada l'any 2012, només superada per Gisele Bündchen.

## Vida personal i escàndols
La vida de Kate Moss ha sigut sempre convulsa. Pel que fa a relacions amoroses, va sortir amb l'actor Johnny Depp al final de la dècada de 1990, del qual va aprendre el lema “mai et queixis, mai donis explicacions”. A principis del 2000 va unir-se amb Jefferson Hack, editor de la revista Dazed and Confused, amb qui va tenir una filla l'any 2002 anomenada Lila Grace. L'any 2005 va mantenir una relació amorosa amb el cantant Pete Doherty, de la qual van sorgir múltiples escàndols relacionats amb drogues. Més concretament, el 2005 el diari Daily Mirror va publicar unes fotografies en què la model esnifava cocaïna que van suposar-li la cancel·lació de contractes amb H&M, Chanel i Burberry. També va aparèixer èbria en diverses ocasions sortint de clubs de Londres. El 2007, però, va conèixer Jamie Hince, component del grup de rock The Kills, amb qui es va casar el juliol de 2011.
A part d'això, Kate Moss és un personatge envoltat d'enigmes i secrets, ja que concedeix molt poques entrevistes i no usa cap xarxa social com la majoria dels famosos. Rarament transcendeixen notícies sobre la seva vida privada, i les úniques fotografies que surten a la llum provenen dels paparazzis.

## Tornada a l'èxit
Actualment Kate ha recuperat el seu estatus de supermodel, i és la top per excel·lència: mentre que altres venen i van com les modes de cada temporada, Kate és l'única que amb trenta-cinc anys i més d'una dècada pujada a les passarel·les conserva la seva condició de top. Entre d'altres, Burberry, Longchamp i Bvlgari tenen substanciosos contractes publicitaris amb Moss. Després de l'escàndol, la seva vida laboral va tornar a la normalitat.